# Luke Daniels
Luke Daniels (ur. 5 stycznia 1993 w Boltonie) – angielski piłkarz występujący na pozycji bramkarza w West Bromwich Albion.